# Magyar labdarúgó-ligakupa
La Coppa di Lega ungherese (Magyar labdarúgó-ligakupa) è stata creata nel 2007 dalla federazione ungherese e soppressa nel 2015, contando solo otto edizioni. Il Ferencváros resta l'ultimo vincitore della competizione, mentre il Fehérvár è la squadra che si è aggiudicata più edizioni del torneo, con tre successi.

## Albo d'oro
| Stagione | Campione    | Risultato         | Finalista |
| -------- | ----------- | ----------------- | --------- |
| 2007/08  | Fehérvár    | 3 - 0 (1-0 / 2-0) | Debrecen  |
| 2008/09  | Fehérvár    | 3 - 1             | Pécs      |
| 2009/10  | Debrecen    | 2 - 1             | Paks      |
| 2010/11  | Paks        | 4 - 2 (1-2 / 3-0) | Debrecen  |
| 2011/12  | Videoton    | 3 - 0             | Kecskemét |
| 2012/13  | Ferencváros | 5 - 1             | Videoton  |
| 2013/14  | Diósgyőr    | 2 - 1             | Videoton  |
| 2014/15  | Ferencváros | 2 - 1             | Debrecen  |

## Vittorie
| Squadra     | Vittorie | Finali perse |
| ----------- | -------- | ------------ |
| Fehérvár    | 3        | 2            |
| Ferencváros | 2        | -            |
| Debrecen    | 1        | 3            |
| Paks        | 1        | 1            |
| Diósgyőr    | 1        | -            |
| Pécs        | -        | 1            |
| Kecskemét   | -        | 1            |